# الشيخ مسعود (سوهاج)
قرية الشيخ مسعود هي إحدى القرى التابعة لمركز طهطا بمحافظة سوهاج في جمهورية مصر العربية. حسب إحصاءات سنة 2006، بلغ إجمالي السكان في الشيخ مسعود 8132 نسمة، منهم 4364 رجل و3768 امرأة.